# 長野電波技術研究所
長野電波技術研究所（ながのでんぱぎじゅつけんきゅうしょ、英名：Apple - Nagano Institute of Radio Wave Techology）は、長野県長野市にある経営コンサルタント・技術提供を行う有限会社。1974年に長野電波として創業し、1984年に長野電波技術研究所に組織名を変更。無線機器・計測機器、特に高度農業技術に応用可能なセンサー機器の開発・製造を行う。また農業資材、新聞紙由来の人工薪、土壌負荷の低い融雪剤、肥料などの研究・販売を行う。2004年より、所蔵する古典籍等の複製販売事業を「附属図書館」として展開する。英名通称のAppleは本社の周辺地域にリンゴ畑が多数あることに由来する。
2015年3月時点の従業員は1名。社長の寺澤幸文は長野県内最年少社長として紹介されたことがある。

## 事業内容
- 無線機器、電子機器の設計・製造・貸出
  - 高度農業技術用センサー機器の製造・開発
  - 「附属放送局」と称する音響機器レンタル事業[3]
- 植物栽培
  - キノコ栽培，経営コンサルティング
    - ブナシメジ・エノキ・ヒラタケの栽培環境制御及び経営管理[4]
    - ブナシメジを使用したダイオキシン及び土壌汚染の改良技術開発[5]

  - 草地試験場[6]・温室[7]等での機能性食材・バイオレメディエーション機能性植物の開発・栽培
- 資材販売 - 塩化カルシウム不使用の融雪剤・人工薪・無機質肥料・キノコ増収剤・各種気象計・各種色差計（白度計・濁度計など）
- 「附属図書館」と称する古典籍の複製（PDF形式の電子書籍・覆刻版等）の制作・販売
  - 同地に存在した信州更級郡岡田村の庄屋・寺澤家の蔵書目録を元とした農業書・医学書・本草書等の江戸時代・明治時代の古典籍の収集、複製物販売
  - 召集令状（赤紙）等のレプリカの作成・販売。
- インターネットサイト運営技術提供
  - 企業サイトの解析、企業サイトの運営指導、サーバ管理・保守
  - 地域情報のデジタルアーカイブ支援 - 郷土史料の電子化：長野市百周年事業の記念誌「共和むらの歴史と伝承」をオンライン上で公開
- 長野市戸隠村で「森の会議室」と称する宿泊所を経営